# Nordic Pearl
Le Nordic Pearl est un cruise-ferry exploité par la compagnie Go Nordic Cruiseline. Construit de 1988 à 1989 aux chantiers Wärtsilä de Turku pour la compagnie suédoise Rederi Ab Slite, il portait à l'origine le nom d‘Athena. Mis en service en avril 1989 sur des mini-crosières entre la Suède et les îles Åland pour le compte de Viking Line, il est cependant retiré du service en 1993 en raison de la faillite de Slite. Acquis aux enchères par le conglomérat malaisien Genting en septembre 1993, il est intégré à la flotte de la compagnie Star Cruises et exploité sur des croisières en Asie au départ de Singapour dans un premier temps, puis de Hong Kong, sous le nom de Langkapuri Star Aquarius. Revendu en 2001 à DFDS, il est introduit sur les liaisons de l'armateur entre le Danemark et la Norvège, tout d'abord sous le nom de Pearl of Scandinavia puis enfin de Pearl Seaways à partir de 2011. Racheté en novembre 2024 par la compagnie suédoise Rederi Ab Gotland à l'occasion de la cession par DFDS de l'exploitation de la ligne Oslo - Copenhague à cette dernière, il prend en 2025 le nom de Nordic Pearl et est intégré à la flotte de la nouvelle compagnie Go Nordic Cruiseline.

## Histoire

### Origines et construction
Dans les années 1980, la rude concurrence entre les consortium rivaux Viking Line et Silja Line est plus que jamais effective sur les lignes reliant la Finlande à la Suède. Depuis le début de la décennie, les différents armateurs se livrant une véritable course au tonnage et au luxe ont successivement mis en service de gigantesques cruise-ferries sur les lignes Turku - Mariehamn - Stockholm et Helsinki - Stockholm. Sur cette dernière, les compagnies du réseau Viking Line, Rederi Ab Slite et SF-Line étaient parvenues à surpasser Silja Line avec la mise en service des imposants Mariella et Olympia entre 1985 et 1986. Fragilisée cependant en raison des difficultés financières de Rederi Ab Sally, troisième actionnaire du groupe, Viking Line envisage de renouveler sa flotte en service sur ses lignes phares entre Turku, Mariehamn et Stockholm et ainsi détrôner les sister-ships Svea et Wellamo de Silja Line. Entre 1986 et 1988, SF-Line et Slite passent respectivement commande de trois et deux navires.
Prévus pour être affectés à la desserte des lignes Turku - Mariehamn - Stockholm et Naantali - Mariehamn - Kapellskär, les deux navires de Rederi Ab Slite se doivent d'être plus imposants que leurs concurrents de chez Silja Line. C'est ainsi que contrairement aux futures unités de SF-Line, dont la conception se veut plus classique, les nouveaux cruise-ferries de Slite arboreront un design beaucoup plus original tranchant radicalement avec ceux de leurs prédécesseurs. Avec une longueur de 176 mètres et une largeur de 30 mètres, leur taille est sensiblement équivalente à celle des précédents navires. Mais les jumeaux Slite se démarqueront cependant de leurs aînés et de la plupart de leurs contemporains de par leur architecture générale qui se traduit par la position des cabines dans les parties plus élevée du navire, habituellement occupées par les ponts extérieurs et les dispositifs de secours qui sont alors installés dans deux ouvertures latérales et intégrés au bordée de la coque, permettant de dégager les promenades supérieures situées sur le pont le plus haut, ce qui n'est pas sans rappeler la conception des jumeaux Viking Saga et Viking Song. Du côté des aménagements intérieurs, ceux-ci s'inscrivent dans la continuité des autres navires avec un confort et une qualité similaires.
Commandé le 24 février 1987 aux chantiers Wärtsilä de Turku, le premier navire, baptisé Athena, est mis sur cale le 27 mai 1988. Lancé quelques mois plus tard le 22 octobre, il est ensuite achevé durant les cinq mois suivants. Après avoir réalisé ses essais en mer du 17 au 19 avril 1989, il est réceptionné par Slite le 21 avril au cours d'une cérémonie à Mariehamn. Si à la livraison, l‘Athena est le plus grand cruise-ferry au monde, il sera toutefois dépassé en novembre par le Cinderella de SF-Line.

### Service

#### Viking Line (1989-1993)

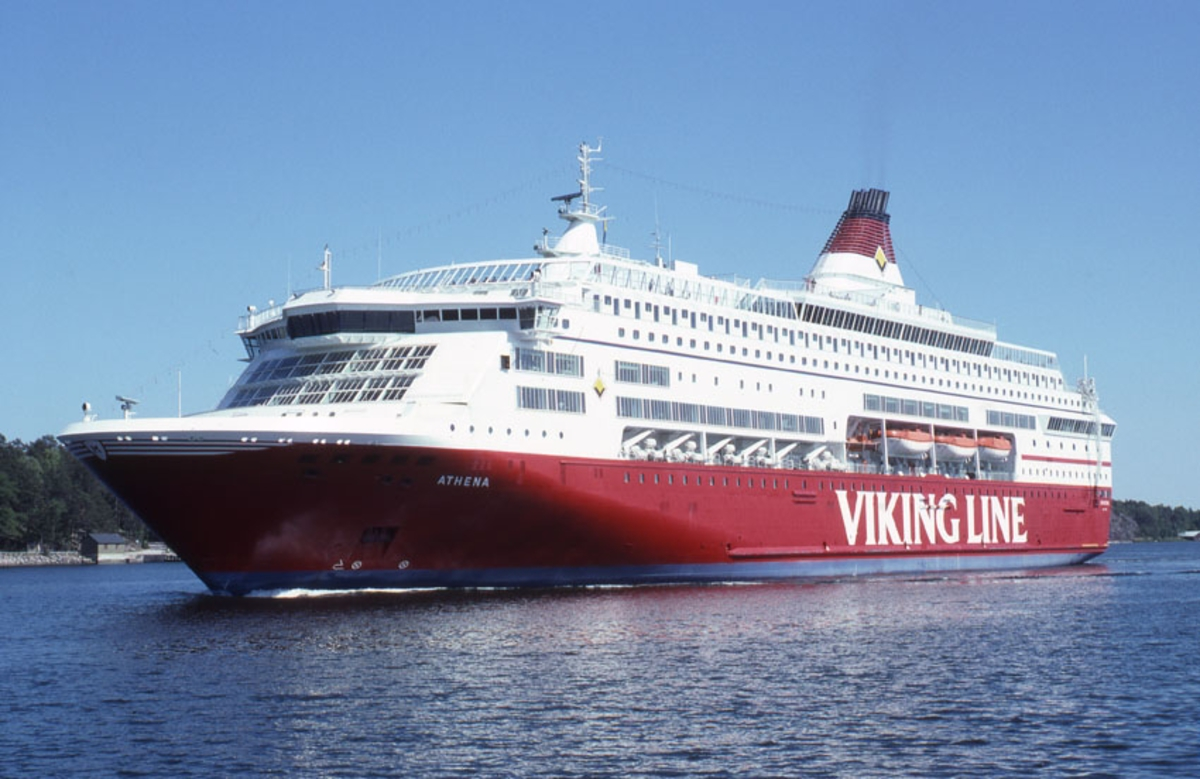
L‘Athena sous les couleurs de Viking Line.

Une fois la cérémonie de livraison achevée le 21 avril, l‘Athena prend le soir même la direction de Slite, sur l'île de Gotland, où se trouve le siège de Rederi Ab Slite, où il est présenté au public à son arrivée le lendemain. Le navire rejoint ensuite Stockholm dans la soirée. Le 24 avril, il appareille de la capitale suédoise pour son premier voyage à destination de Mariehamn. Contrairement au projet initial de Slite qui prévoyait que l‘Athena soit exploité sur la ligne Naantali - Mariehamn - Kapellskär en remplacement du Diana II, le nouveau cruise-ferry est finalement employé sur des mini-croisières entre Stockholm et l'archipel d'Åland en raison de l'incapacité du port de Kapellskär à accueillir un tel navire. Bien que des travaux étaient prévus pour permettre la venue de l‘Athena, ceux-ci ne seront cependant jamais effectués. À l'inverse des autres lignes de Viking Line, le trafic des véhicules et du fret sur les mini-croisières vers Åland est quasi inexistant. Ainsi, un petit parc d'attraction et une discothèque sont aménagés au sein du garage du navire dès sa mise en service.
Le 15 mai, aux alentours de 4h40 du matin, un incendie est repéré au niveau d'une cabine située sur le pont 9. Alors que l'équipage s'affaire à combattre les flammes, il est constaté que du liquide inflammable, vraisemblablement de l'alcool, se déversait continuellement et alimentait le feu. L'équipage parviendra cependant à maitriser le sinistre avant qu'il ne fasse plus de dégâts. Au cours des traversées suivantes, la zone affectée sera fermée au public et remise en état.
Au printemps 1993, Viking Line expérimente une liaison entre Stockholm et Riga, en Lettonie avec l‘Athena. Au même moment, la compagnie Rederi Ab Slite est en proie à d'importantes difficultés financières provoquées en partie par la faillite du système bancaire suédois. Le 7 avril 1993, le directeur de la société annonce officiellement à l'équipage de l‘Athena la faillite de Rederi Ab Slite. Si dans un premier temps le liquidateur de la compagnie souhaite que le navire cesse immédiatement ses activités afin d'éviter qu'il ne perdre de la valeur en vue de sa vente aux enchères, celui-ci acceptera cependant que son exploitation soit temporairement maintenue. Le 16 août, le cruise-ferry arrive à Stockholm et achève sa dernière traversée pour le compte de Viking Line. Mis aux enchères, il intéresse les compagnies DFDS et P&O Ferries qui font des offres pour son achat. L'enchère est cependant remportée le 23 septembre par le groupe malaisien Genting qui rachète le navire pour 85 millions de dollars, une somme bien plus conséquente que celles proposées par P&O et DFDS. Le conglomérat malaisien avait par ailleurs acquis son jumeau le Kalypso, également lors d'une vente aux enchères, au mois d'août.

#### Star Cruises (1993-2001)
Peu de temps après avoir été acquis par son nouveau propriétaire, le navire quitte Stockholm pour rejoindre Turku afin d'être préparé en vue de son voyage vers l'Asie. Le 24 septembre 1993, il est rebaptisé Star Aquarius et enregistré sous pavillon panaméen. Il quitte ensuite la mer Baltique à destination de Singapour. Arrivé à destination au mois d'octobre au terme de son long périple, le navire entre aux chantiers de Sembawang afin d'être adapté à sa future affectation. Outre la réfection des locaux et la mise aux couleurs de son nouvel armateur, avec la coque repeinte en bleu marine, d'autres modifications sont effectuées telles que l'ajout d'une piscine extérieure à l'arrière mais aussi la suppression d'une partie du garage au profit d'un casino sur le côté tribord et de nouvelles cabines pour l'équipage à bâbord. À l'issue de ces transformations en décembre, le navire rejoint la flotte de la compagnie Star Cruises, filiale du groupe Genting, et prend le nom de Langkapuri Star Aquarius. Il commence ce même mois son exploitation commerciale sur des croisières autour de l'Asie au départ de Singapour.
À partir de 1998, le navire est basé à Hong Kong et effectue des croisières vers Taïwan et le Japon. À cette période également, sa livrée est modifiée avec sa coque repeinte en blanc. À l'approche des années 2000, Star Cruises entreprend la construction de nouveaux navires. Rapidement, le Langkapuri Star Aquarius se retrouve supplanté par des paquebots plus imposants. Devenu obsolète, il est revendu le 21 janvier 2001 à la compagnie danoise DFDS qui avait déjà tenté de l'acquérir aux enchères en 1993.

#### DFDS (2001-2024)

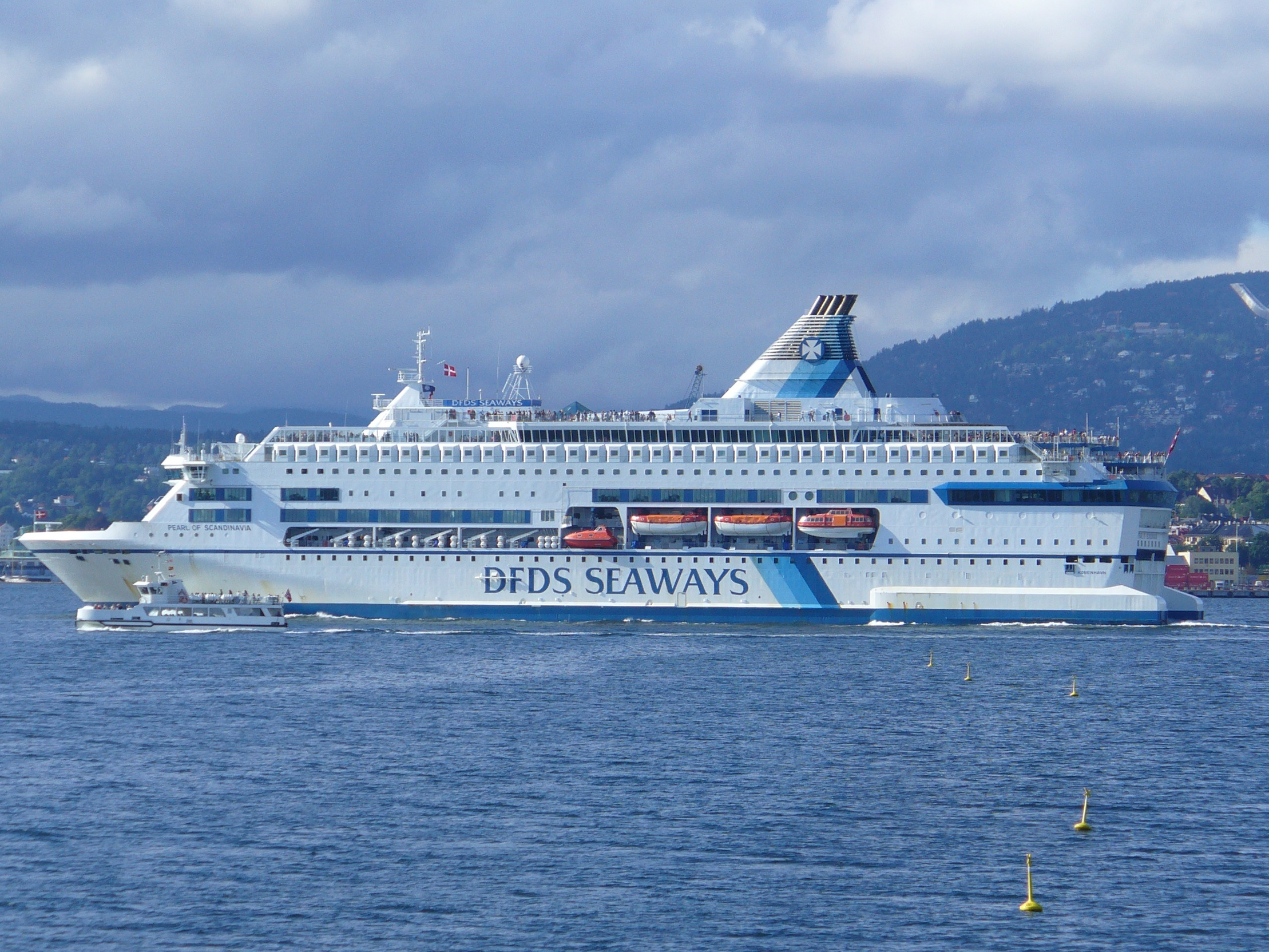
Le Pearl of Scandinavia arborant la livrée originale blanche de DFDS Seaways.

Rebaptisé Aquarius, le navire rejoint le 26 février Port Kelang en Malaisie où la plupart des machines à sous sont débarquées. Il rejoint ensuite Singapour le 1er mars et passe en cale sèche aux chantiers Tuaz Yard en prévision de son voyage retour vers l'Europe. Le 8 mars, il quitte Singapour à destination du Danemark. Après une vingtaine de jours de traversée durant lesquels il remonte l'océan Indien, la mer Rouge, franchit le canal de Suez et traverse la Méditerranée, l'Atlantique et la Manche, le navire atteint Aalborg le 30 mars. Les jours suivants, le garage est réaménagé et quelques travaux sont effectués au niveau des intérieurs. Le 16 avril, le navire quitte Aalborg pour rejoindre les chantiers Blohm + Voss de Hambourg où doit s'effectuer son carénage. Au cours de celui-ci, il est repeint aux couleurs de DFDS Seaways et prend le nom de Pearl of Scandinavia. Les travaux terminés, le navire regagne le Danemark le 21 mai.
Le Pearl of Scandinavia entame sa nouvelle carrière sous pavillon danois le 26 mai. Il remplace alors le navire Queen of Scandinavia sur la ligne de DFDS reliant le Danemark, la Suède et la Norvège. Quelques mois plus tard le 27 décembre, le navire est victime d'un black-out alors qui se trouve dans l'Oslofjord. L'équipage parvient toutefois à rétablir le courant une heure plus tard. À partir d'octobre 2006, DFDS prendra la décision de supprimer l'escale en Suède.

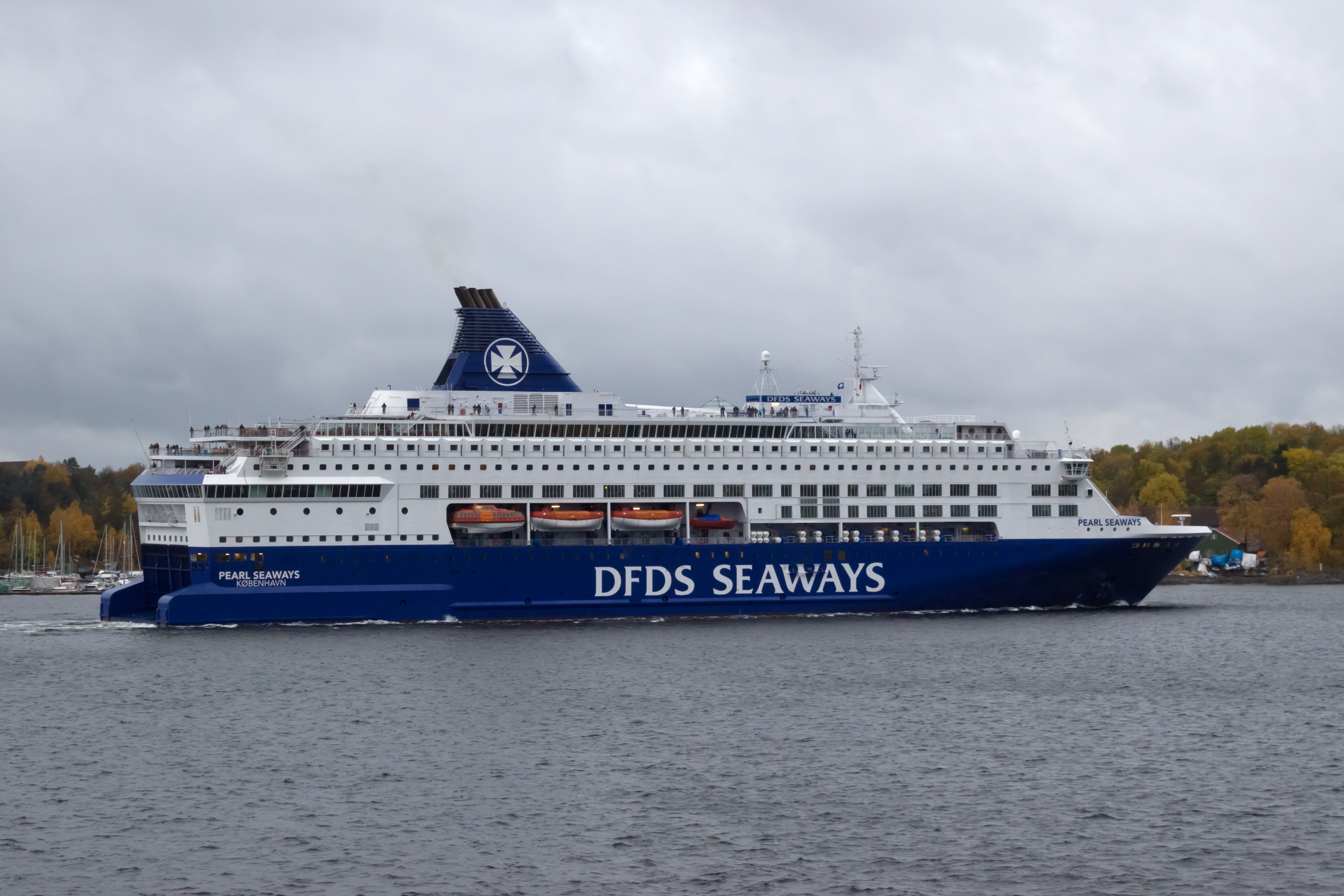
Le Pearl Seaways à Oslo en 2015.

Le 17 octobre 2010, alors que le navire effectue une traversée entre Oslo et Copenhague, l'équipage repère un incendie au niveau du pont garage, provoqué par l'embrasement d'un véhicule électrique. Si le sinistre est rapidement circonscrit puis éteint par l'équipage, les dégâts conduiront cependant à l'immobilisation du Pearl of Scandinavia jusqu'au 25 octobre.
Au cours d'un arrêt technique réalisé en janvier 2011 aux chantiers Fayard de Odense, le navire est repeint aux nouvelles couleurs de DFDS Seaways et arbore à présent une coque bleue. À l'occasion, il est rebaptisé Pearl Seaways le 19 janvier. Plus tard, en 2014, de nouvelles suites avec balcon seront ajoutées à l'avant du pont 11. Enfin, à l'occasion d'un autre arrêt technique, effectué cette fois-ci à Gdańsk en Pologne en janvier 2016, la livrée du navire sera légèrement modifiée avec la coque et la cheminée repeintes en bleu marine et le retrait de la marque « DFDS Seaways » au profit de la seule inscription « DFDS ».
À partir du mois de mars 2020, les services de DFDS sont perturbés en raison des restrictions dues à la crise sanitaire provoquée par la pandémie de Covid-19. Immobilisé dans un premier temps, le Pearl Seaways reprend cependant du service à compter du 26 juin et navigue entre Copenhague, Frederikshavn et Oslo. En raison toutefois de la recrudescence de la pandémie, il est de nouveau désarmé à partir de janvier 2021 avant de finalement reprendre ses rotations de manière permanente le 2 juillet.
En juin 2024, DFDS annonce son intention de céder l'exploitation de sa ligne Copenhague - Oslo. Le Pearl Seaways et le Crown Seaways ainsi que les 800 employés sont ainsi rachetés par la compagnie suédoise Rederi Ab Gotland pour la somme de 53 millions d'euros. Le navire reste exploité par DFDS jusqu'au 1er novembre, date à laquelle sa propriété est transférée à Rederi Ab Gotland.

#### Rederi Ab Gotland (depuis 2024)
Effective le 1er novembre 2024, la cession du Pearl Seaways à Rederi Ab Gotland n'occasionne pas de grand changement pour le navire dans un premier temps. Exploité sous son nom et sa livrée DFDS jusqu'à la fin de l'année 2024, il rejoint dès janvier 2025 les chantiers de Landskrona en Suède afin d'être mis aux standards de son nouveau propriétaire. À cet effet, sa coque est repeinte en bleu turquoise, des bandes noires sont ajoutées le long des ponts 7 et 8 et sa cheminée est repeinte en rouge et parée de l'emblème de Rederi Ab Gotland. Le 15 janvier, le navire change de nom et devient le Nordic Pearl. Les transformations terminées, le navire reprend son service le 28 janvier pour le compte de la nouvelle compagnie Go Nordic Cruiseline spécialement créée pour l'exploitation de la ligne Oslo - Copenhague.

## Aménagements
Le Nordic Pearl possède 13 ponts. Les locaux passagers se situent sur la totalité des ponts 7 à 12 et une partie des ponts 5 et 6 tandis que ceux de l'équipage occupent principalement le pont 6. Les ponts 3 et 4 sont pour leur part consacrés aux garages.

### Locaux communs
À sa mise en service, l‘Athena possédait les installations les plus confortables de toute la flotte Viking Line. Le navire est équipé sur le pont 8 d'un bar-spectacle à l'arrière, d'un pub, d'un restaurant buffet et d'une promenade interne au milieu et d'un restaurant à la carte à l'avant. Sur le pont 7 se trouvent une brasserie à l'avant, une promenade interne au milieu et un supermarché hors-taxe à l'arrière. Un important complexe dédié aux conférences et aux séminaire est situé sur le pont 11 et, enfin, un sauna se trouve sur le pont 6 avant.
Lorsqu'il était employé en tant que navire de croisière en Asie, le navire était équipé d'un grand casino aménagé en lieu et place d'une partie de son garage. Il sera supprimé à l'occasion de son rachat par DFDS. Une piscine extérieure a également été ajoutée à l'arrière sur le pont 9.
Sous les couleurs de DFDS, la disposition des installations du navire n'a guère changé, bien que la décoration des locaux ait été modernisée à plusieurs reprises.

### Cabines
Le Nordic Pearl possède 702 cabines. La majorité d'entre elles sont situées sur les ponts 5, 9 et 10 tandis que certaines se trouvent sur les ponts 6 et 7. À l'origine, le pont 5 était occupé par l'équipage à l'avant et par un garage supérieur à l'arrière. C'est à l'occasion du rachat du navire par Star Cruises que des cabines pour les passagers y seront aménagées et conservées par la suite par DFDS. Des cabines se trouvaient également sur le pont 2 en dessous des garages mais ont depuis été supprimées. Les cabines standards, internes et externes, peuvent accueillir jusqu'à quatre personnes. Les cabines du pont 10 sont plus spacieuses et certaines à l'avant sont des suites de dimension exceptionnelles. En 2014, des suites avec balcon ont même été ajoutées au pont 11. Toutes les cabines sont équipés d'un bloc sanitaire comprenant douche, WC et lavabo.

## Caractéristiques
Le Nordic Pearl mesure 178,40 mètres de long pour 29 mètres de large. Son tonnage était à l'origine de 40 012 UMS mais sera porté à 40 039 UMS en 1993 puis à 40 231 UMS en 2001. Le navire a une capacité de 2 500 passagers et possède un garage pouvant accueillir 350 véhicules répartis sur deux niveaux. Le garage est accessible par deux portes-rampes situées à l'arrière ainsi qu'une porte-rampe avant. La propulsion est assurée par quatre moteurs diesels Wärtsilä-Sulzer 9ZAL40S développant une puissance de 23 760 kW entraînant deux hélices à pas variable faisant filer le bâtiment à une vitesse de 21 nœuds. Le Nordic Pearl possède six embarcations de sauvetage fermées de grande taille situées au niveau des ouvertures latérales sur les ponts 6 et 7. Elles sont complétées par un canot semi-rigide et plusieurs radeaux de sauvetage à coffre s'ouvrant automatiquement au contact de l'eau. Le navire est doté de deux propulseurs d'étrave facilitant les manœuvres d'accostage et d'appareillage ainsi que de stabilisateurs anti-roulis. Il est également équipé d'une coque brise-glace classée 1 A Super.

## Lignes desservies
Pour le compte de Viking Line, de 1989 à 1993, l‘Athena était affecté à des mini-croisières entre Stockholm et Mariehamn dans l'archipel d'Åland. Il a également desservi brièvement la liaison Stockholm - Riga en 1993.
Pour Star Cruises, le navire effectuait des croisières en Asie, tout d'abord au départ de Singapour, puis de Hong Kong à partir de 1998. Il effectuait notamment des escales à Taïwan ainsi qu'au Japon.
Depuis 2001, le cruise-ferry est employé entre le Danemark et la Norvège sur la ligne Copenhague - Oslo. Jusqu'en 2006, une escale à Helsingborg en Suède était effectuée. Exploité par DFDS de 2001 à 2024, il opère désormais sur cette ligne pour le compte de l'armateur suédois Rederi Ab Gotland.